# Retrato de muchacha

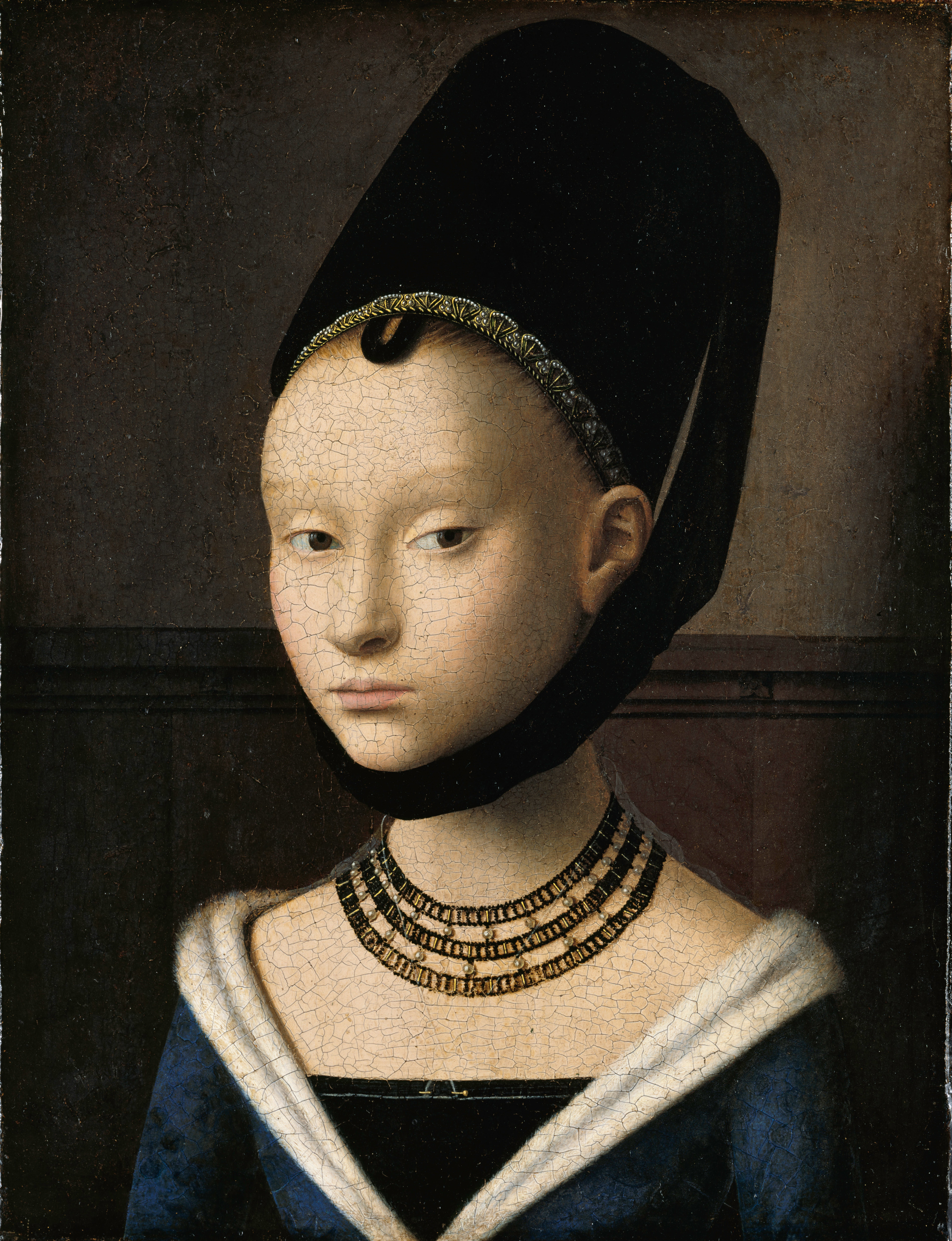
Petrus Christus, Retrato de muchacha, c. 1465–70. 29 cm x 22.5 cm, Gemäldegalerie de Berlín.

Retrato de muchacha es un pequeño óleo sobre tabla de roble realizado por el pintor primitivo flamenco Petrus Christus. Está fechado hacia 1465-70,
 y se piensa que es una de los últimos trabajos del artista. Actualmente se exhibe en la Gemäldegalerie de Berlín.
Esta pintura significa un importante cambio tanto en el trabajo de Christus como en el desarrollo del retrato en la pintura flamenca. La modelo no es situada sobre un fondo neutro, tal y como sucedía en los retratos individuales de van Eyck, sino que está en un espacio tridimensional y realista. 
A su vez, la joven no muestra una actitud pasiva. Ella mira directamente al espectador, pero al mismo tiempo mantiene una expresión reservada.
Es considerada una de las pinturas más exquisitas del Renacimiento del norte, y tuvo gran influencia en los años siguientes de su realización.
Su atractivo se explica en parte por la expresión de la modelo, acentuada por un ligero estrabismo y unas cejas algo torcidas.
La joven —con piel de porcelana y ojos almendrados, ligeramente orientales— 
Sigue el ideal gótico de rasgos alargados, conseguido mediante la representación de hombros estrechos, y una amplia frente con un peinado recogido, e incluso afeitado en la parte superior.
La luz que proviene de la parte izquierda proyecta una sombra sobre la pared del fondo.

## Identidad de la retratada
El historiador del arte Gustav Waagen supuestamente anotó letras de un marco original —actualmente perdido— que identificaban a la joven como «eine Nichte des berühmten Talbots» (una sobrina de los famosos Talbots). 
Los estudiosos de la obra continuaron identificándola como miembro de la familia inglesa Talbot, hasta que en 1863 George Scharf dio otra interpretación. Scharf sugirió que se trataba del panel derecho de un díptico, que tendría en su otra tabla el retrato de Edward Grimston de 1446. Esto llevó a especulaciones sobre si la joven sería la primera esposa de Edward Grimston, Alice.
En 1913 Grete Ring desechó esta idea argumentando que ni las dimensiones ni el fondo de las dos tablas encajaban entre sí, y que el retrato de la joven debió ser terminado entre veinte y treinta años antes que el retrato de Grimston.
A su vez, Archibald Russell aportó evidencia documental de que ninguna de las tres esposas de Grimston provenía de la familia Talbot.

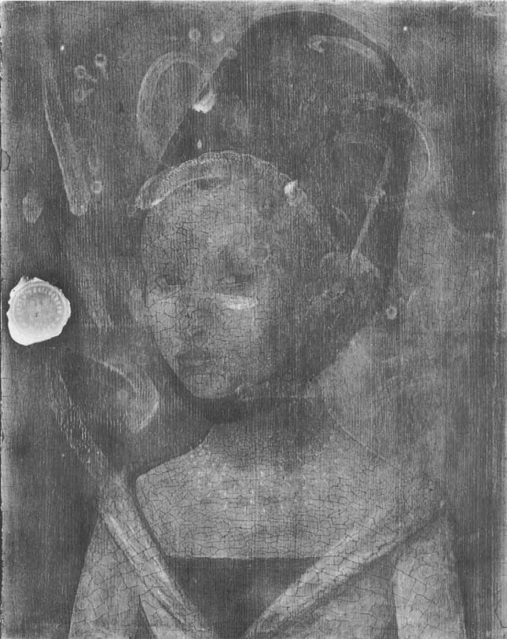
imagen de rayos X que muestra pinceladas blancas con las que se esbozó la cabeza

Joel Upton apoya la lectura que hizo Waagen, y sugiere que el «famoso Talbot» era John Talbot, primer conde de Shrewsbury, quien murió en la Batalla de Castillon en 1453.
Sin embargo, este Talbot solo tuvo una sobrina que murió siendo niña, en 1421. Como la inscripción del marco estaba en latín Waagen pudo malinterpretar la palabra «nepos», que también significa nieta, de lo cual se puede sugerir que la joven fuera la hija del segundo conde de Shrewsbury, Ana o Margarita. Se sabe que el segundo conde de Shrewsbury se casó entre 1444 y 1445, por lo que la joven tendría menos de veinte años cuando se pintó el retrato.

## Procedencia

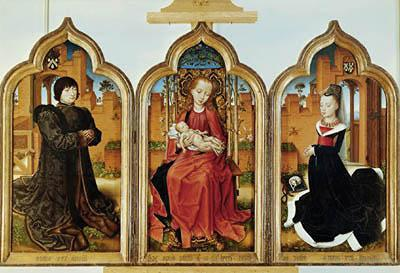

El retrato se registró por primera vez en un inventario de 1492 de la familia Médici, donde fue descrito como una pequeña tabla que mostraba la cabeza de una dama francesa pintada al óleo, obra de Pietro Cresci de Brujas. Sin embargo, a partir de la identificación de otras pinturas de la colección se sabe que quien escribió este documento no estaba bien informado, e inventariaba cualquier pieza de arte procedente del norte como francesa.
Aparte de la nacionalidad, el registro no aporta otros datos sobre la identidad de la joven, lo cual es expresivo del interés estético de la obra sobre un interés histórico o documental.
Es una pintura que parece haber sido muy valorada, pues adquirió un alto precio, y fue colocada en un lugar prominente de la colección.  
En el siglo XX, Erwin Panofsky —figura clave en la reputación de Christus como uno de los grandes maestros del norte— describió esta obra como cautivadora, y cercana a la estética de los retratos franceses, quizás advirtiendo el parecido con la Virgen de Jean Fouquet en el Díptico de Melun.
La colección real de Prusia adquirió en 1821 las colecciones de Edward Solly, donde se encontraba esta pintura. De allí derivó directamente a la recién formada Gemäldegalerie de Berlín.
En 1825 fue identificada como obra original de Christus al sugerir Gustav Waagen que la inscripción del marco (actualmente perdido) «PETR XPI» era una abreviatura de «Petrus Christophori». Waagen lo asoció al  «Pietro Christa» mencionado por Giorgio Vasari en la edición de 1568 de 
Las vidas de los más excelentes arquitectos, pintores y escultores italianos.
El mismo Waagen también identificó una pintura de San Eligio (actualmente en Nueva York), que marcó el redescubrimiento de Christus después de siglos en la oscuridad. Anteriormente muchas de sus pinturas habían sido atribuidas a Jan van Eyck.
Waagan llegó a la conclusión de que Christus había sido un seguidor de van Eyck, cuya forma de firmar algunos de sus trabajos como «PETR XPI ME FECIT» llevó a confusión debido a la fórmula parecida utilizada por su maestro, «JOHES DE EYCK ME FECIT».

## Fecha

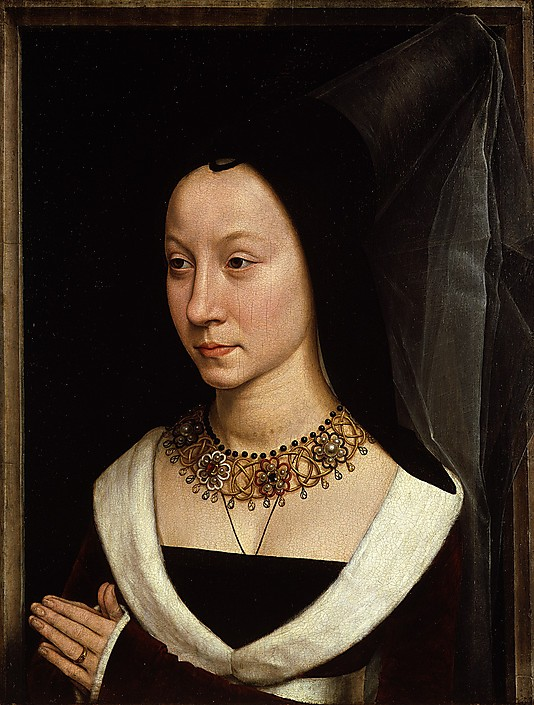
Maria Portinari (Maria Maddalena Baroncelli), Hans Memling, c 1470. Museo Metropolitano de Arte de Nueva York

A principios del siglo XX la cronología de los trabajos atribuidos a Christus fue objeto de debate, y se modificó en repetidas ocasiones. 
Max Friedländer propuso un listado de obras y fechas en su volumen de 1957 Early Netherlandish painting, pero muchas de sus suposiciones fueron cuestionadas por Otto Pächt unos años después.
En la década de 1930 el Retrato de muchacha fue fechado hacia 1446. El historiador del arte Wolfgang Schöne, se basó para esta datación principalmente en aspectos estilísticos. Pero en 1953 Erwin Panofsky consideró que esta datación era errónea en más de veinte años. En su opinión, la vestimenta de la joven recuerda a la moda borgoñona entre 1460 y mitad de la década de 1470; y llevó a la comparación con el sombrero de Maria Portinari en un retrato de hacia 1470 realizado por Hans Memling, y el vestido de una dama en un manuscrito de la década de 1470.
Según Sterling la pintura muestra más profundidad de campo y más delicadeza en los detalles de la luz que ningún otro trabajo atribuido a Christus, por lo que se puede suponer que sea una obra de madurez en la carrera del artista.